# إبرام غارفيلد
إبرام غارفيلد (بالإنجليزية: Abram Garfield) هو مهندس معماري أمريكي، ولد في 21 نوفمبر 1872 في واشنطن العاصمة في الولايات المتحدة، وتوفي في 16 أكتوبر 1958 في برانتهال في الولايات المتحدة.